# Тешебаев, Мамасалы
Мамасалы́ Тешеба́ев (17 ноября 1923 — 23 марта 1984) — красноармеец, наводчик орудия 667-го стрелкового полка (218-я стрелковая дивизия, 47-я армия, Воронежский фронт). Герой Советского Союза.

## Биография
Мамасалы Тешебаев родился 17 ноября 1923 года в селе Тогуз-Булак ныне Узгенского района Ошской области Кыргызстана. Отец был богатым человеком, из-за чего был раскулачен. Мамасалы Тешебаев и двое его младших братьев рано остались сиротами. Окончил начальную школу. До войны работал в колхозе «Кызыл Октябрь» (кирг. Красный Октябрь) Ошской области.

#### Великая Отечественная война
В ряды Красной армии призван в 1942 году Куршабским РВК. Красноармеец. Наводчик орудия 667-го стрелкового полка (218-я стрелковая дивизия, 47-я армия, Воронежский фронт).

#### Подвиг
Мамасалы Тешебаев в числе первых 24 сентября 1943 года переплыл Днепр южнее села Пекари Каневского района и особо отличился в боях на плацдарме. Когда иссякли запасы снарядов, организовал их доставку на огневую позицию. Переплыл по ту сторону Днепра для поддержания огневых позиций из миномёта. Удержал противника, пока восемь батальонов Красной Армии не перебрались для создания плацдарма.
Однажды во время жестоких сражений был тяжело ранен и пролежал сутки без сознания, пока не был обнаружен советскими войсками на поле битвы, был госпитализирован и вскоре после выздоровления по решению вышестоящего командования, должен был вернуться на родину, но по собственному желанию вернулся на фронт.
Указом Президиума Верховного Совета СССР от 3 июня 1944 года за образцовое выполнение боевых заданий Командования на фронте борьбы с немецкими захватчиками и проявленные при этом отвагу и героизм, красноармейцу Тешебаеву Мамасалы присвоено звание Героя Советского Союза с вручением ордена Ленина и медали «Золотая Звезда».

#### Послевоенное время
В 1946 году окончил Астраханское военное пехотное училище. С 1947 года лейтенант в запасе. После войны работал бригадиром хлопководческой бригады в совхозе «Отуз Адыр».
Умер 23 марта 1984 года.

## Награды
- Медаль «Золотая Звезда» Героя Советского Союза (03.06.1944)[1];
- орден Ленина (03.06.1944);
- орден Славы 3-й степени (20.08.1944)[3];
- медаль «За отвагу»;
- медаль «За боевые заслуги» (12.10.1943)[4];
- другие медали.

## Память
- Именем Мамасалы Тешебаева в 1985 году в городе Киеве названа улица, носившая название Станкозаводская[5][6].